# 青森県立鰺ヶ沢高等学校
青森県立鰺ヶ沢高等学校（あおもりけんりつあじがさわこうとうがっこう）は、青森県西津軽郡鰺ヶ沢町大字舞戸町字小夜にある県立高等学校。

## 設置学科
- 普通科

## 沿革
- 1943年（昭和18年）4月1日：青森県鰺ヶ沢高等女学校として創立。
- 1948年（昭和23年）4月1日：学制改革により、青森県鰺ヶ沢高等学校と改称し、男女共学実施。
- 1951年（昭和26年）3月1日：青森県立鰺ヶ沢高等学校と改称（県立移管）。
- 1973年（昭和48年）11月30日：現校舎竣工。
- 1983年（昭和58年）3月：定時制課程閉程。
- 1993年（平成5年）
  - 3月：家政科閉程。
  - 10月22日：創立50周年記念式典挙行。
- 2001年（平成13年）
  - 3月28日：第一体育館改築工事竣工。
  - 4月1日：普通科3学級から2学級編成となる。
- 2002年（平成14年）4月1日：普通科2学級から3学級編成となる。
- 2003年（平成15年）10月11日：創立60周年記念式典挙行。
- 2010年（平成22年）4月1日：平成22年度新入生から、新制服となる。
- 2013年（平成25年）10月26日：創立70周年記念式典挙行。
- 2018年（平成30年）4月1日：普通科2学級から1学級となる。

## 所在地
- 青森県西津軽郡鰺ヶ沢町大字舞戸町字小夜72

## アクセス
- 弘南バス・鰺ヶ沢町コミュニティバスの小夜町バス停より、徒歩3分。
- JR五能線鰺ケ沢駅より、徒歩24分。

## 著名な関係者

### 出身者
- 海鵬涼至（元大相撲力士、最高位小結）
- 安美錦竜児（大相撲力士、最高位関脇）
- 安壮富士清也（元大相撲力士、最高位幕内前頭）
- 長谷川聖（プロバスケットボール選手）
- 西崎憲（小説家、翻訳家）
- 堀内三郎（元プロ野球選手）